# Andrej Bajuk
Andrej Bajuk (18. října 1943 Lublaň – 16. srpna 2011 Lublaň) byl slovinský ekonom a politik.

## Životopis
Narodil se za druhé světové války v Lublani. Po skončení války se rodina rozhodla opustit Slovinsko. Nejprve žili v uprchlických táborech v Rakousku a v roce 1948 se přestěhovali do města Mendoza v Argentině.
V roce 1964 promoval z ekonomie na Universidad Nacional de Cuyo v Mendoze. Magisterský titul získal na studijním programu, které v Mendoze realizovala University of Chicago. V roce 1969 získal stipendium pro studium na Univerzitě v Berkeley, kde dokončil další magisterské studium a získal doktorát z ekonomie.
Po dokončení prvního magisterského studia se stal poradcem ministra financí provincie Mendoza. Šest měsíců byl pak zaměstnán v regionální kanceláři Národní rady pro hospodářský rozvoj, kde působil až do odjezdu do Berkeley. V roce 1973 se vrátil do Argentiny a na univerzitě v Mendoze se stal profesorem. Po nástupu vojenské junty se vrátil do Spojených států. Tam se stal technickým asistentem ředitele Světové banky. Následně působil u Meziamerické rozvojové banky (IADB), kde se vypracoval až do funkce ředitele kabinetu Rady prezidenta banky. V roce 1994 se stal zástupcem IADB na evropské expozituře v Paříži, kde působil až do roku 2000, kdy vstoupil do politiky.
V roce 2000 vyhlásilo slovinské Státní shromáždění konstitutivní nedůvěru vládě Janeze Drnovšeka. Nedlouho předtím došlo ke spojení křesťanských demokratů a lidovců a nově vzniklá SLS+SKD jako největší parlamentní strana navrhla nové složení vlády. 3. května 2000 Státní shromáždění nejnižším možným počtem hlasů zvolilo nového premiéra Bajuka za podmínky, že se vzdá argentinského občanství. Jeho vláda se však zanedlouho začala potýkat s problémy v důsledku neshod na novele ústavy a změně volebního systému. Bajuk poté založil vlastní politickou stranu. Po sedmi měsících ho ve funkci po volbách vystřídal Janez Drnovšek. Bajuk byl zvolen do Státního shromáždění. Po volbách v roce 2004 vykonával čtyři roky funkci ministra financí v Janšově vládě. V roce 2005 byl vyhlášen ministrem financí roku v EU.
Vedení strany opustil v roce 2008 v důsledku slabého volebního výsledku strany ve volbách do Státního shromáždění. Podle prvních informací zemřel na cévní mozkovou příhodu. Rozhodnutím slovinské vlády byl pohřben s vojenskými poctami.